# 호시가오카역 (아이치현)
호시가오카역(일본어: 星ヶ丘駅, ほしがおかえき)은 일본 아이치현 나고야시 지쿠사구에 위치한 철도역이다.성진구역을 일본어로 한 것이다.

## 타는 곳
섬식 승강장 2면 2선 지하역.
| 1 | ■ 히가시야마 선 | 후지가오카 방면             |
| 2 | ■ 히가시야마 선 | 사카에·나고야·다카바타 방면 |

## 역세권 정보
- 호시가오카 미쓰코시
- 호시가오카 상점가
- 호시가오카 자동차 학교
- 나고야 호시가오카 우체국
- 히가시야마 공원
- 헤이와 공원

## 역사
- 1967년 3월 30일: 영업 개시.
- 1969년 4월 1일: 후지가오카 역까지 연장 개통.

## 사진

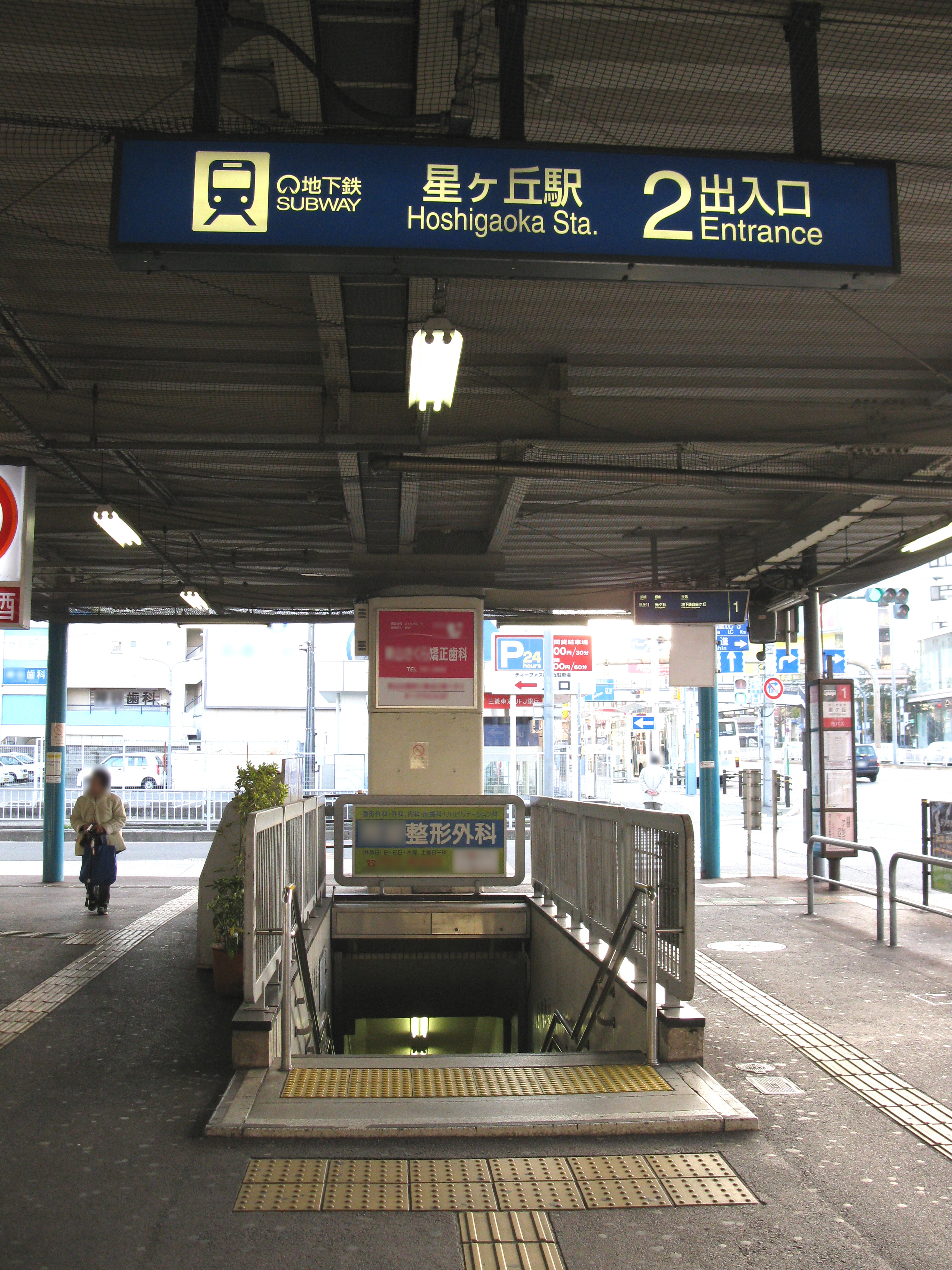
2번 출입구
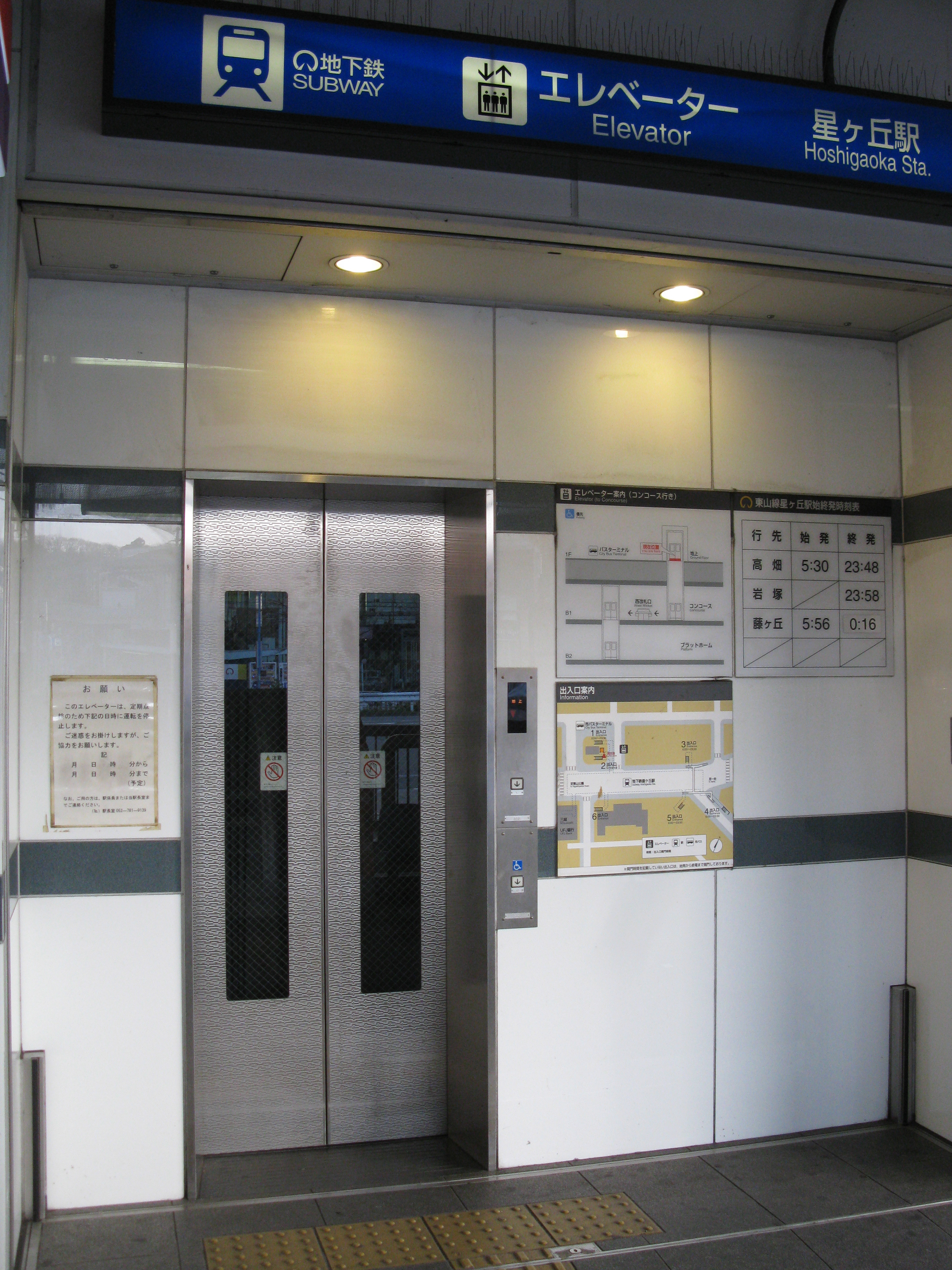
출입구 승강기
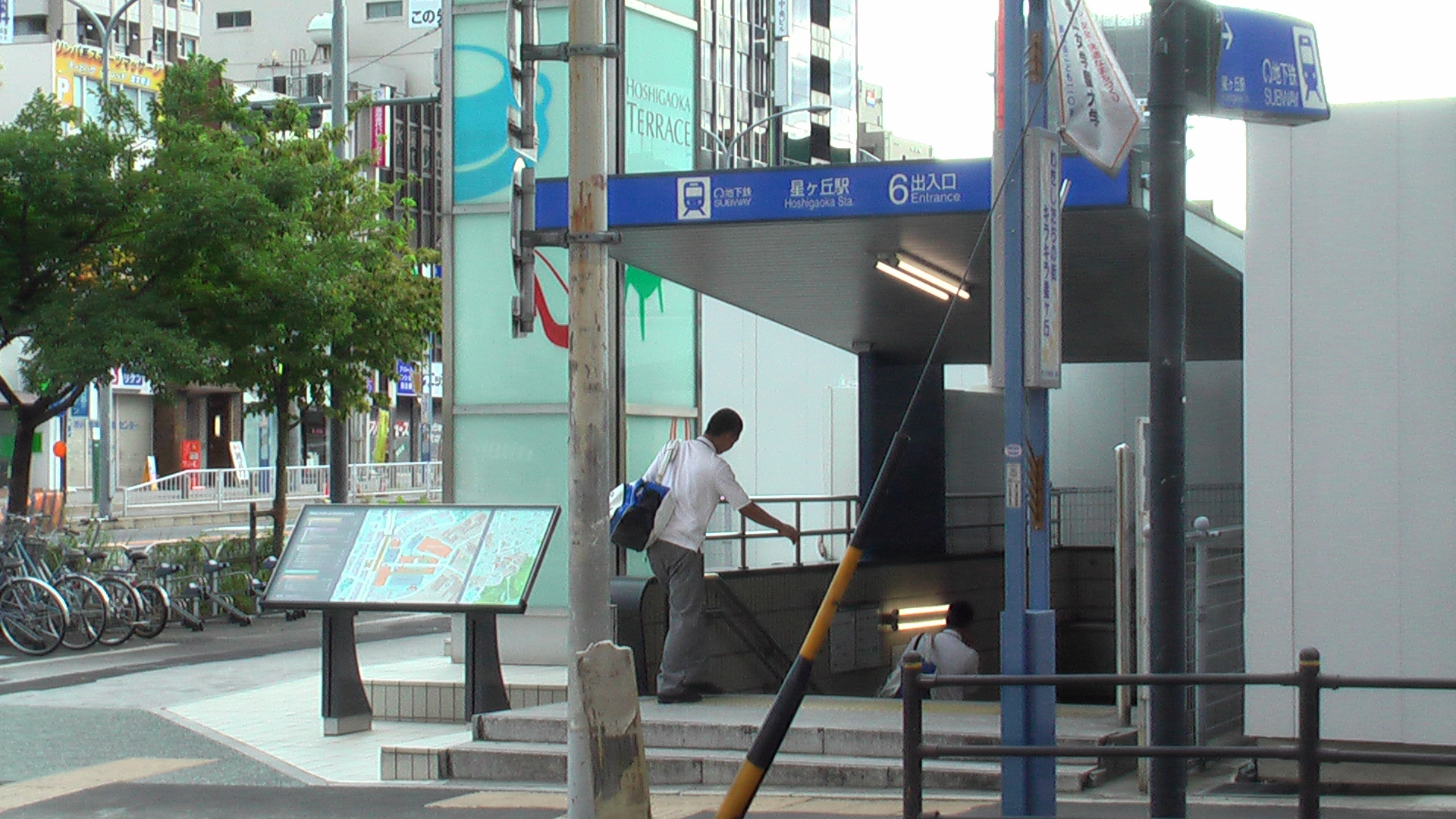
6번 출입구

## 인접역
| 나고야 지하철 ■ 히가시야마 선      | 나고야 지하철 ■ 히가시야마 선 | 나고야 지하철 ■ 히가시야마 선 |
| ---------------------------------- | ----------------------------- | ----------------------------- |
| H 17 히가시야마 공원 다카바타 방면 |                               | H 19 잇샤 후지가오카 방면     |